# Harkány (keresztnév)
A Harkány régi magyar férfi személynév, eredete bizonytalan, esetleg harkály vagy egykori méltóságnév (horka).

## Gyakorisága
Az 1990-es években szórványos név, a 2000-es években nem szerepel a 100 leggyakoribb férfinév között.

## Névnapok
- szeptember 6.[2]